# Ед Макківер
Ед Макківер  (англ. Ed McKeever, 27 серпня 1983) — британський веслувальник, олімпійський чемпіон.

## Виступи на Олімпіадах
| Олімпіада   | Дисципліна                    | Місце |
| ----------- | ----------------------------- | ----- |
| Лондон 2012 | байдарка-одиночка, 200 метрів | 1     |

## Зовнішні посилання
- Досьє на sport.references.com [Архівовано 31 грудня 2014 у Wayback Machine.]